# Cayo Largo (Bahamas)
El Cayo Largo (en inglés: Long Cay) es una isla en las Bahamas en un atolón que incluye a la isla Acklins y a la isla Crooked. Posee unas 8 millas cuadradas (21 km²) y se encuentra en el distrito de las islas Acklins y Crooked. Según datos de 1980, su población era de 33.
Cayo Largo se encuentra al oeste de una laguna poco profunda llamada cuenca marina de Acklins y es una extensión del brazo occidental de la Isla Crooked, separada de ella por un canal de una milla de ancho.
La isla Cayo Largo fue descubierta por el navegante Cristóbal Colón el 19 de octubre de 1492 durante su primer viaje al Nuevo Mundo, el cual la bautizó con el nombre de «Isla Isabela».